# Kasri
Kasri is een bestuurslaag in het regentschap Malang van de provincie Oost-Java, Indonesië. Kasri telt 3569 inwoners (volkstelling 2010).